# Richard North
Richard David North (Hertford, 23 april 1990) is een Engels darter die de toernooien van de PDC speelt.

## Carrière
Het eerste grote toernooi waar North aan meedeed was de UK Open van 2011 waar hij de laatste 64 bereikte.
Zijn echte doorbraak kwam echter pas in 2017. Hij kwalificeerde zich dat jaar onder andere voor de World Grand Prix waar hij in de eerste ronde van Mark Webster won met 2-0 in sets. Hij verloor vervolgens in de tweede ronde van Simon Whitlock.
Hij kwalificeerde zich later voor het PDC World Darts Championship 2018 waar hij in de eerste ronde verloor van Raymond van Barneveld. In 2019 plaatste hij zich wederom, hij haalde de 2e ronde, wat in het nieuwe format wederom de laatste 64 betekende. Hierin verloor hij van Steve West. 

## Resultaten op Wereldkampioenschap

### PDC
- 2018: Laatste 64 (verloren van Raymond van Barneveld met 0-3)
- 2019: Laatste 64 (verloren van Steve West met 0-3)

### PDC World Youth Championship
- 2012: Laatste 64 (verloren van Brandon Walsh met 4-5)

## Resultaten op de World Matchplay
- 2018: Laatste 32 (verloren van Simon Whitlock met 2-10)